# Convite

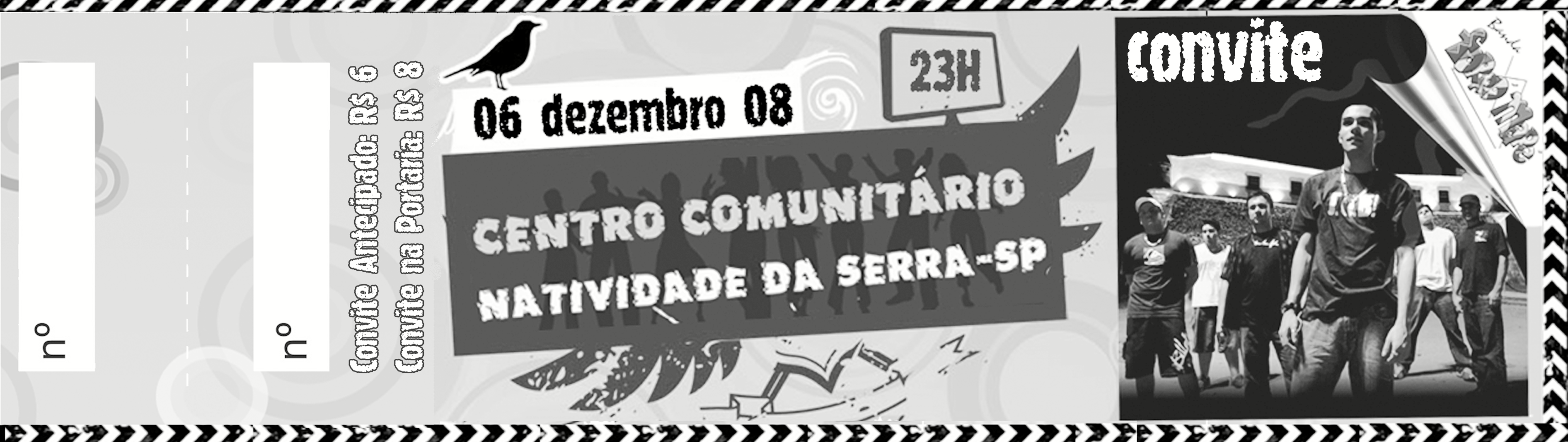
Um convite para um forró.

Convite é um tipo de correspondência enviado a terceiros com o objetivo de chamá-los a participar de algum evento, que pode ser uma festa de aniversário, ou um casamento.

## História
A prática de enviar convites tornou-se comum na Europa durante a Idade Média, entre a nobreza, em substituição aos antigos pregoeiros. Tal prática popularizou-se ainda mais com o surgimento, posterior, da litografia e da imprensa.
No entanto, apenas após a Segunda Guerra Mundial que os convites passaram a ser popularizados entre a classe média urbana do Ocidente em geral.